# Lysastrosoma anthosticta
Lysastrosoma anthosticta is een zeester uit de familie Pycnopodiidae.
De wetenschappelijke naam van de soort werd in 1922 gepubliceerd door Walter Kenrick Fisher.